# 羅斯頓 (阿肯色州)
羅斯頓（英語：Rosston）是一個位於美國阿肯色州內華達縣的城鎮。

## 地理
羅斯頓的座標為33°35′19″N 93°17′11″W / 33.58861°N 93.28639°W，而該地的平均海拔高度為118米（即387英尺）。

## 人口
根據2020年美國人口普查的數據，羅斯頓的面積為11.51平方千米，當中陸地面積為11.45平方千米，而水域面積為0.06平方千米。當地共有人口272人，而人口密度為每平方千米23人。